# Poliodule
Poliodule is een geslacht van vlinders van de familie spinneruilen (Erebidae), uit de onderfamilie Arctiinae.

## Soorten
- P. melanotricha Turner, 1941
- P. poliotricha Turner, 1940
- P. xanthodelta Lower, 1897